# Paula Serrano
Paula Serrano Castaño (Plasencia, 27 gennaio 1991) è una calciatrice spagnola, centrocampista del Servette Chênois.

## Carriera

### Club
Paula Serrano nel 2008 sottoscrive un contratto con l'Atlético Madrid, sezione femminile della società polisportiva spagnola più nota per la sezione calcistica maschile, che in quel momento militava nella Superliga Femenina, l'allora denominazione del massimo livello del campionato spagnolo femminile di calcio. Con le madrilene rimane per sei stagioni consecutive sempre nel campionato di vertice (divenuta dalla stagione 2011-2012 Primera División).
Nell'estate 2014 decide di affrontare una nuova sfida all'estero accordandosi con la Torres che le dà l'opportunità di giocare in Serie A, il massimo livello del campionato italiano femminile di calcio, e nella UEFA Women's Champions League per la stagione entrante.. Fa il suo debutto in campionato il 4 ottobre 2014, alla giornata d'eesordio, nell'incontro pareggiato fuori casa 2-2 con il Pordenone, dove è anche autrice della sua prima rete, quella del parziale 2-0 siglata al 15' del primo tempo. Con la società sassarese rimane una sola stagione, contribuendo grazie anche alle sue 7 reti su 23 presenze a far raggiungere la sesta posizione in campionato e la conseguente agevole salvezza mentre sia in Coppa Italia che in Champions League la squadra non supera gli ottavi di finale, nel primo caso eliminate dal Mozzanica e nel secondo dalle tedesche del 1. FFC Francoforte.
Durante il calciomercato estivo decide di fare ritorno in Spagna, sottoscrivendo un accordo con il Granada per giocare in Segunda División la stagione 2015-2016.
Prima dell'inizio del campionato 2016-17 decide di trasferirsi al Neunkirch, società svizzera iscritta alla Lega Nazionale A, livello di vertice del campionato svizzero, scelta che si rivelerà proficua dal punto di vista sportivo dato che la squadra riesce ad ottenere sia il titolo di Campione di Svizzera che la Coppa Svizzera 2017 ma che dopo qualche giorno dalla vittoria in campionato a causa della mancanza della copertura finanziaria e amministrativa per poter competere la società comunica di non iscriversi al campionato successivo, svincolando di conseguenza le proprie tesserate.
Nel corso del calciomercato estivo 2017 raggiunge un accordo con il neopromosso Madrid CFF per giocare in Primera División Femenina de España 2017-2018.

### Nazionale
Paula Serrano viene convocata nella nazionale spagnola Under-19 e fa il suo esordio nel campionato europeo di categoria il 28 aprile 2009 a Győr, nella partita giocata al Gyirmóti Stadion e vinta 5-1 sulle pari età dell'Ungheria in occasione del secondo turno di qualificazione all'edizione 2009, e dove la sua nazionale è inserita nel Gruppo 6 con Finlandia, Inghilterra e Ungheria.

## Palmarès
- Campionato svizzero: 2

Neunkirch: 2016-2017
Servette Chênois: 2023-2024
- Coppa Svizzera: 3

Neunkirch: 2016-2017
Servette Chênois: 2022-2023, 2023-2024